# 蒙基

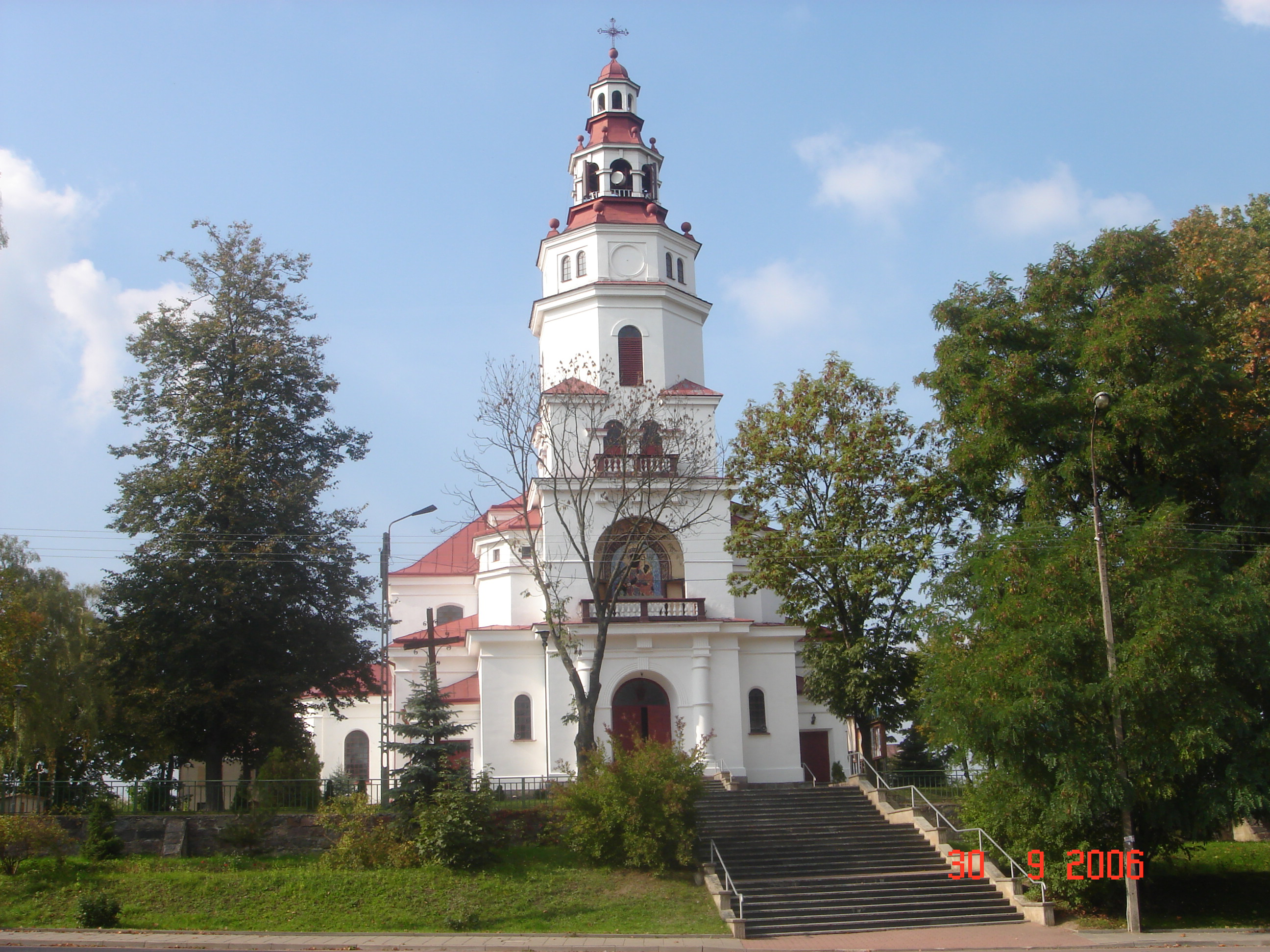

蒙基是波蘭的城鎮，位於該國東北部，距離首府比亞韋斯托克約40公里，由波德拉謝省負責管轄，始建於十六世紀，面積7.66平方公里，2006年人口10,455。
53°24′N 22°49′E / 53.400°N 22.817°E